# جيم بيس (لاعب كرة قدم أمريكية)
جيم بيس (بالإنجليزية: Jim Pace)‏ هو لاعب كرة قدم أمريكية أمريكي، ولد في 1936 في ليتل روك في الولايات المتحدة، وتوفي في 4 مارس 1983 في كولفر سيتي في الولايات المتحدة.